# Diego Padrón
Diego Rafael Padrón Sánchez (ur. 17 maja 1939 w Montalbán) – wenezuelski duchowny katolicki, arcybiskup Cumaná w latach 2002–2018, kardynał prezbiter od 2023. Od chwili nominacji bez uprawnień elektorskich.

## Życiorys
4 sierpnia 1963 otrzymał święcenia kapłańskie. Inkardynowany do archidiecezji Valencia en Venezuela, pracował przede wszystkim jako proboszcz w kilku parafiach archidiecezji oraz jako wykładowca w seminarium w Valencii.
4 kwietnia 1990 został mianowany biskupem pomocniczym archidiecezji Caracas ze stolicą tytularną Gisipa. Sakry biskupiej udzielił mu 27 maja 1990 ówczesny arcybiskup Caracas – kardynał José Lebrún Moratinos.
7 maja 1994 został mianowany biskupem diecezjalnym Maturín.
27 marca 2002 papież Jan Paweł II mianował go arcybiskupem metropolitą Cumany. W latach 2012–2018 pełnił także funkcję przewodniczącego wenezuelskiej Konferencji Episkopatu.
24 maja 2018 przeszedł na emeryturę.
9 lipca 2023 podczas modlitwy Anioł Pański papież Franciszek ogłosił jego nominację kardynalską. Na konsystorzu 30 września 2023 został kreowany kardynałem prezbiterem i uzyskał kościół tytularny św. Kajetana.